# (241442) Shandongkexie
(241442) Shandongkexie est un astéroïde de la ceinture principale.

## Description
(241442) Shandongkexie est un astéroïde de la ceinture principale. Il fut découvert le 25 décembre 2008 à Weihai par l'université du Shandong. Il présente une orbite caractérisée par un demi-grand axe de 3,10 UA, une excentricité de 0,02 et une inclinaison de 11,9° par rapport à l'écliptique.

## Compléments